# Pierrot (Watteau)
Pour les articles homonymes, voir Pierrot.
Pierrot est une peinture à l'huile sur toile attribuée à Antoine Watteau, laquelle aurait été peinte vers 1718-1719. Elle est conservée au musée du Louvre, à Paris. Le tableau est aussi appelé Gilles d'après le personnage éponyme.  
Il montre le Pierrot de la Commedia dell'arte italienne, avec une expression mélancolique et triste sur son visage, qui se tient devant les autres membres plus joyeux de sa troupe de comédiens. Le caractère énigmatique de l'œuvre a inspiré d'autres artistes tels que Marcel Carné, Pablo Picasso et Henri Rousseau.    

## Histoire
Bien que ce soit une œuvre majeure du peintre, les circonstances et des conditions de la réalisation de ce tableau au format monumental (184 cm de haut et 149 cm de large) demeurent largement méconnues ou incertaines.
La provenance de l'œuvre n'est pas entièrement documentée :  on ignore où se trouve le tableau au XVIIIe siècle et on sait très peu de choses sur le XIXe siècle. Mais il semble que l’image de Pierrot est assez familière à certains artistes de l’époque issus du monde du théâtre. En 1799, Gilles apparaît comme gravure sur un dépliant publicitaire pour un théâtre. 
Le journaliste Jonathan Jones écrit dans le journal britannique The Guardian que le tableau est demandé à Watteau par son ami l'acteur grec de Zante nommé Belloni, déjà célèbre à Paris à cette époque pour son interprétation de Pierrot, afin qu'il devienne l'enseigne de son nouveau café Au Caffè Comique. L'acteur décide de mettre fin à sa carrière théâtrale pour diriger cette entreprise commerciale après 1718, fait qui permet de déduire la datation du tableau. De plus, Belloni a plus de 35 ans à cette époque, un âge comparable à celui du protagoniste du tableau. Cela conduit les chercheurs à émettre l'hypothèse que le Pierrot de Watteau est en réalité lui-même comme le note l'historien de l'art Pierre Rosenberg dans le catalogue de l'exposition berlinoise Watteau 1684–1721 en 1985. Cependant, cela est impossible à établir avec certitude étant donné qu'aucun autre portrait de Belloni n'est connu . Cette hypothèse est également soutenue par les conservateurs du département des peintures du musée du Louvre, où l'on soupçonne même que le personnage représenté pourrait bien être une sorte d'autoportrait d'Antoine Watteau, dans lequel il se décrit comme un « amuseur triste ». On ignore si les autres personnages ont été modelés d'après de vrais acteurs. L'historien de l'art Paul Mantz rapporte le nom de Bianconelli pour le comédien susmentionné, sans toutefois exclure d'autres identifications ;  parmi ceux-ci, Erwin Panofsky mentionne aussi un possible autoportrait.
Une autre hypothèse pour la datation est proposée par les historiens Émile Dacier et Albert Vuaflart, qui comparent le tableau de Watteau à l'affiche d'un opéra présenté au théâtre de la foire le 25 juillet 1721, quelques jours après la mort de Watteau ; Doris Panofsky accueille favorablement l'idée, tout en suggérant une relation entre la toile et la pièce de Thomas-Simon Gueullette L’Éducation de Gilles, dont l'intrigue comprend également les personnages derrière Pierrot dans la toile de Watteau.
Le tableau devient l'enseigne de la boutique du marchand d'art Meunier, située place du Carrousel selon Doris Panofsky ou Place de la Bourse selon Jacques-Henry Bornecque. Il est acheté en 1806 par le baron Dominique Vivant Denon,, alors directeur du Louvre, pour 150 francs.  
À la vente posthume de la collection de Vivant Denon, en avril-mai 1826, le tableau est acquis par son neveu Brunet-Denont pour 650 francs. Il le cède, pour 2 000 francs, à Casimir Perrin, marquis de Cypierre, le 28 juin 1838, qui le vend, avant 1845, pour 16 000 francs, à Louis La Caze. Ce dernier lègue le tableau au musée du Louvre, en 1869 ;  sa collection constitue le premier noyau du musée parisien concernant la peinture française du XVIIIe siècle . 
Le tableau a fait l’objet d’une restauration en 2024.

## Contexte

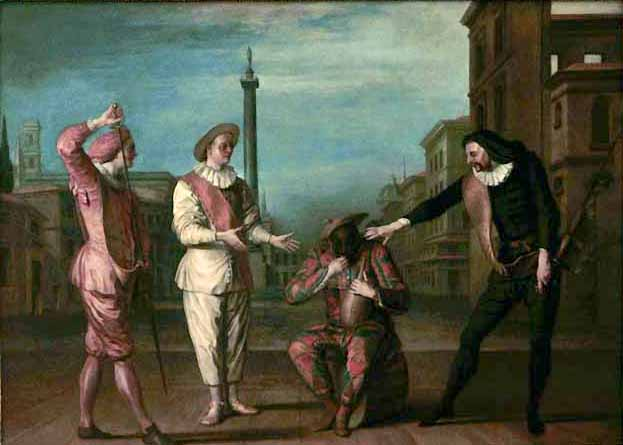
Le Tombeau de Maître André.

À son arrivée à Paris, Antoine Watteau a travaillé avec le peintre Claude Gillot qui s'était spécialisé dans les peintures de représentation de pièces données par la « Comédie-Italienne ». Dans Le Tombeau de Maître André (vers 1709/1712), Arlequin, le valet rusé au costume bariolé et Mezzetin sont à gauche et Scaramouche à droite ; Pierrot, en costume blanc, sépare les adversaires. Antoine Watteau a peint le personnage de Pierrot dans quatre autres tableaux : Pierrot Content (1712),  La Partie quarrée (vers 1713/1714) et deux tableaux Les Comédiens italiens peints pendant son séjour à Londres (1719-1720).
Une autre hypothèse est avancée : en 1719, la Comédie-Française fait interdire toute représentation publique du théâtre de la Foire, dont Pierrot est le personnage principal. Il apparaît, sur le tableau, figé et muet tandis que Crispin, personnage vedette de la Comédie-Française, semble ricaner de son immobilité. Watteau, qui est, semble-t-il représenté sous les traits de Crispin, aurait alors signifié le ridicule de la querelle des théâtres.

## Sujet
Pierrot est un des plus célèbres personnages de la comédie italienne. Le thème de ce tableau pourrait venir de l’expérience de Watteau en tant qu'élève de Claude Gillot, qui peignait entre autres de nombreux décors de théâtre.
Une explication actuelle du grand format du tableau a été émise par Hélène Adhémar à partir d'un passage du livre de mémoires François et Claude Parfaict de 1743 dans lequel les auteurs citent un comédien italien appelé Belloni : « Pierrot... applaudi de tout le public » qui avait ouvert un café après s'être retiré du théâtre avant 1718 et avait installé une enseigne le représentant en Pierrot,.

## Description et style

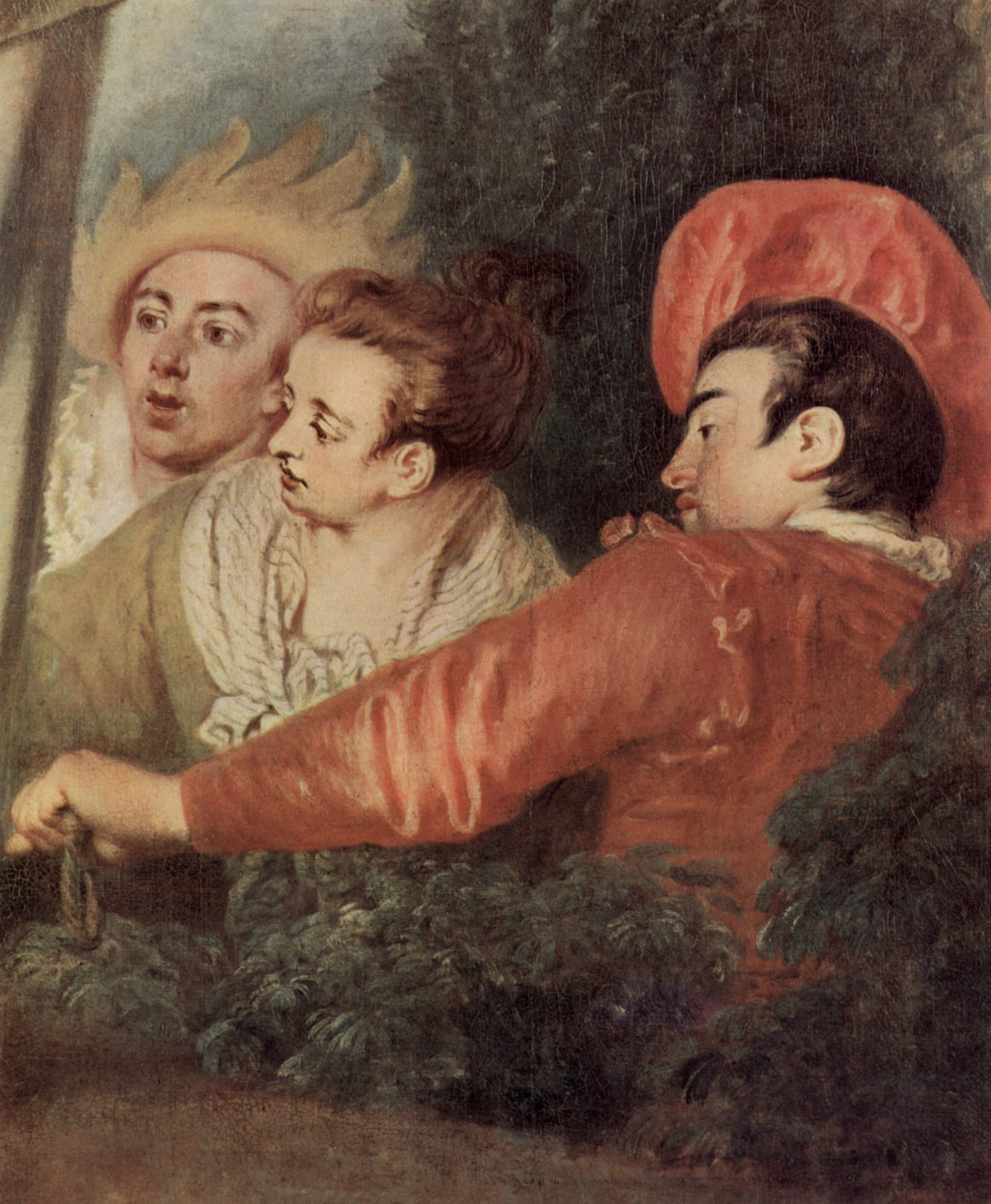
Détail.

La peinture montre un homme debout, dans une pose droite et solitaire, vêtu d'un costume de Pierrot, comme dans une camisole de force, sur un fond composé de cèdres, de pins et d'arbustes peints sur probablement un décor de théâtre. Sur le bord droit du tableau se trouve un hermès avec le visage d'un faune. La figure du Pierrot se tient sur un plateau semblable à une scène, de sorte que les personnages placés à l'arrière-plan et un âne ne sont visibles qu'au-dessus de la poitrine. Le Pierrot se tient là, figé sur place, les bras ballants et le regard mélancolique, quelque peu impuissant, tandis que ses collègues acteurs ne s'intéressent pas à lui et montrent plus de vitalité, appartenant apparemment à une autre sphère et ne regardant que l'âne. Quelques personnages bien connus de la Commedia dell'arte sont reconnaissables parmi eux: le Docteur, ici sans masque, monté sur un âne et regardant le spectateur avec un sourire malicieux, Léandre, Isabelle et Capitan. L'âne, dont un œil est aussi foncé que celui de Gilles, paraît porter un regard intense et grave vers le spectateur.
Pierrot est représenté par Watteau comme un homme au visage fortement mélancolique, avec un regard triste et perdu vers le spectateur;  Derrière lui se trouvent d'autres personnages de théâtre, probablement déterminés à se moquer de lui. Les différentes figures se trouvent dans un environnement extérieur, caractérisé par une végétation légère sur les côtés du tableau ; Les couleurs de l’ensemble de l’œuvre ne sont pas particulièrement vives, à l’exception de la robe rouge de l’homme à l’extrême droite.
Le blanc de céruse utilisé en abondance dans la toile a conduit le spécialiste madrilène, le Dr Ismael Torrecilla, à avancer que Watteau serait mort non pas de phtisie mais empoisonné par ce produit toxique.
Le décentrement du personnage principal, considéré comme une audace pour l’époque, n'est en fait pas la composition initiale du tableau. Son observation en lumière rasante met en évidence d'anciennes traces d'un châssis qui était pratiquement au centre de la figure de Pierrot, le tableau ayant été par la suite coupé.

## Interprétations
Watteau a longuement étudié les comédiens de théâtre et de leur environnement et a réalisé de nombreux dessins et peintures représentant des acteurs et des scènes du monde du théâtre. Son tableau Les Comédiens italiens (vers 1720), en particulier, montre une scène similaire, mais avec un Gilles d'apparence plutôt joyeuse. Il existe également des dessins préparatoires du visage de cette figure. La peinture, plus ancienne et plus énigmatique, a inspiré à plusieurs reprises les historiens de l’art, mais aussi les acteurs culturels, qui ont cherché à la déchiffrer et à l'interpréter. Marcel Carné s'en est inspiré pour son film Les Enfants du paradis ; Pablo Picasso et Henri Rousseau ont également utilisé le  Pierrot dans leurs œuvres.
L'historien de l'art et expert de Watteau, Donald Posner, écrit que Watteau avait l'intention d'établir une comparaison entre la figure amusante de Pierrot et l'homme troublé derrière lui. Le sociologue de la culture Richard Faber voit dans la représentation de Gilles dans le tableau de 1720 une variante du Ecce homo ; les comédiens qui l'entourent pourraient dire en le désignant du doigt : « Voici ce fou, cet homme, ce (comédien) roi ! »« Jean 19 5 »
Wolfgang Hildesheimer voit Pierrot ou Gilles dans l'œuvre comme « la victime de chaque spectateur ». Les personnages à l'arrière-plan ne lui prêtent aucune attention ; celle-ci est focalisée exclusivement sur l'âne. Il ressemble au psychologue de l’art anglais Andrew Marbot (1801–1830), qu’il a inventé dans son roman Sir Andrew Marbot. Il y est difficile d’échapper à une interprétation qui voit Pierrot comme un clown mélancolique avec une surcharge romantique et émotionnelle.

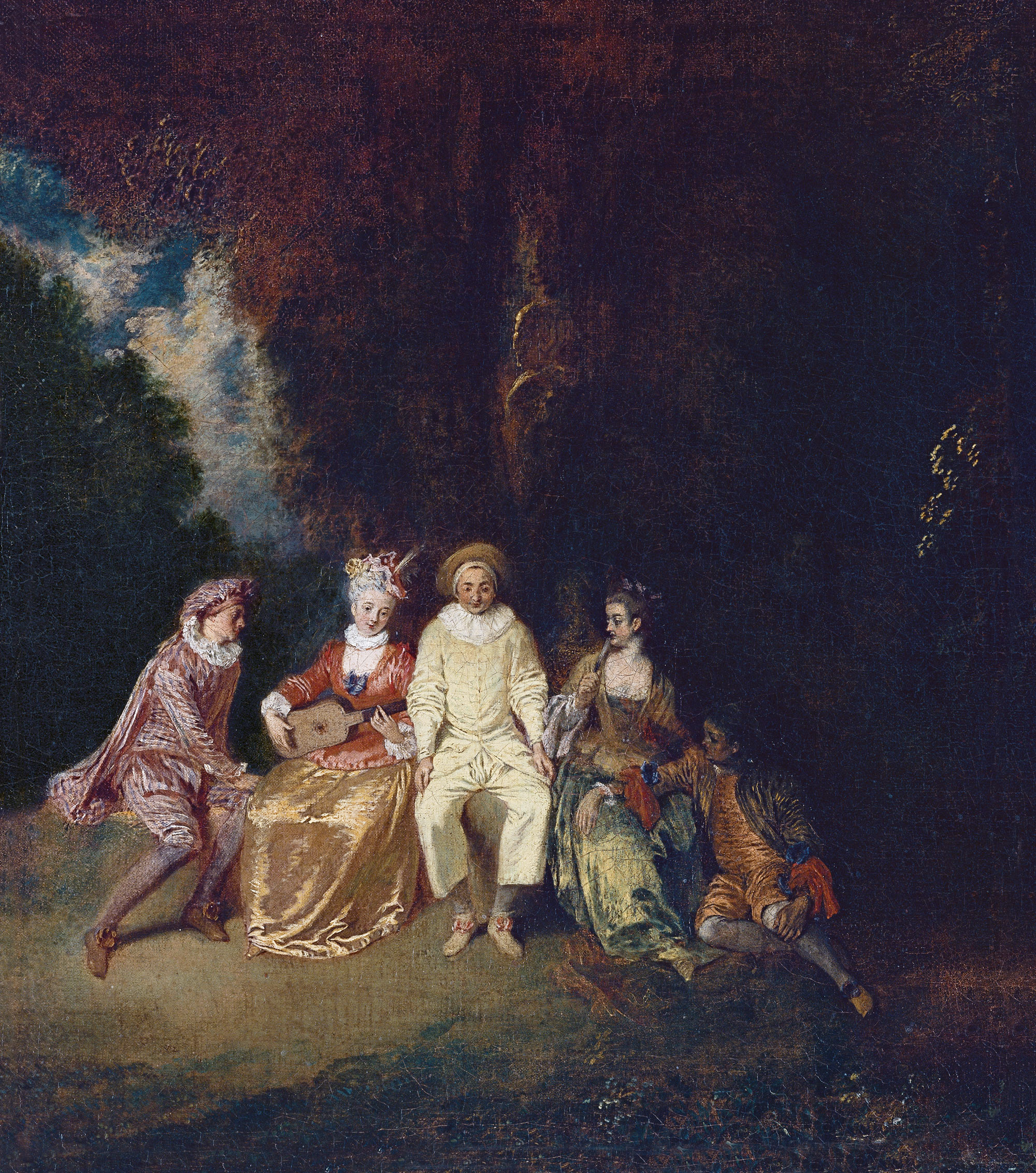
Pierrot content, vers 1712, musée Thyssen-Bornemisza, Madrid
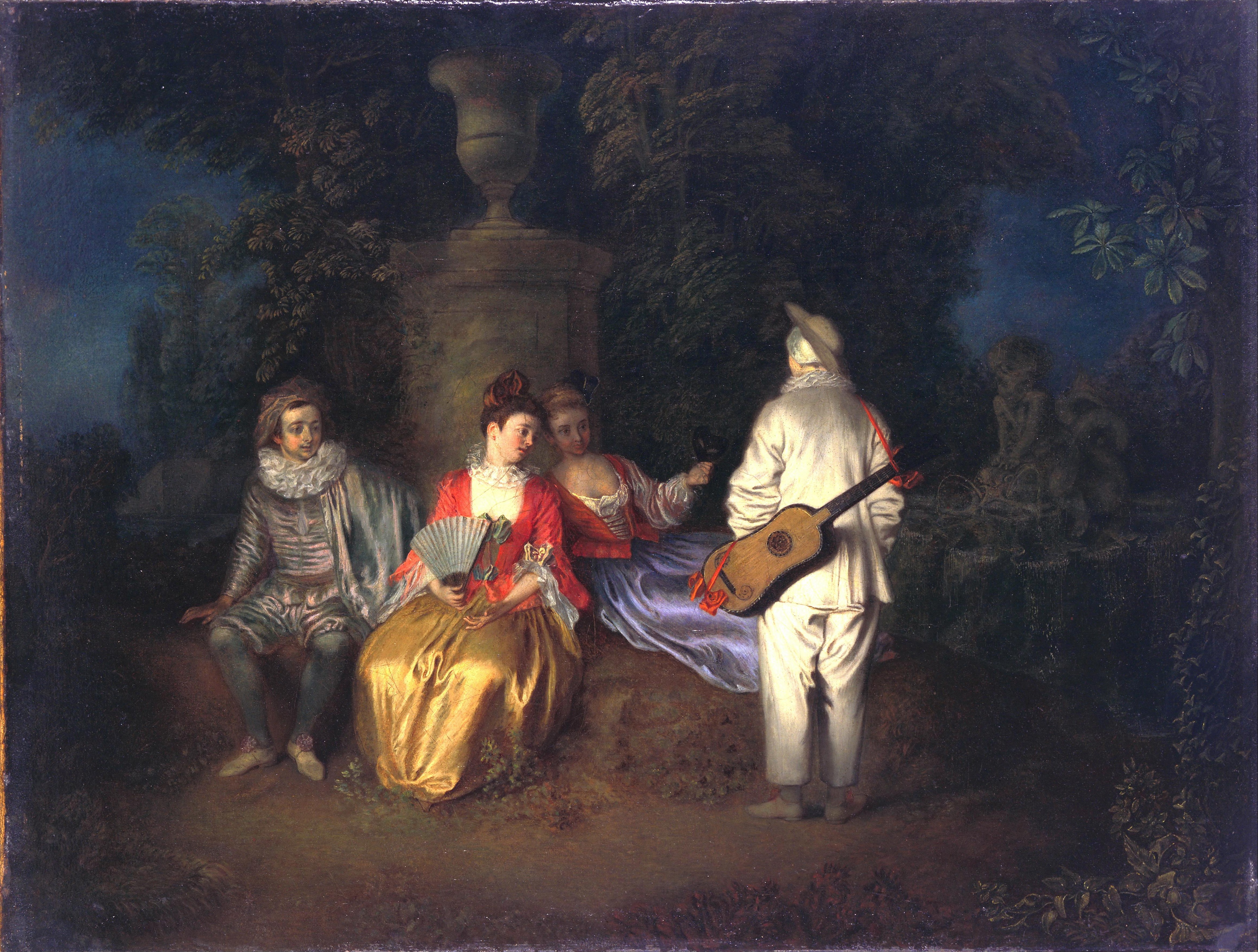
La Partie quarrée, vers 1713, musées des Beaux-Arts de San Francisco
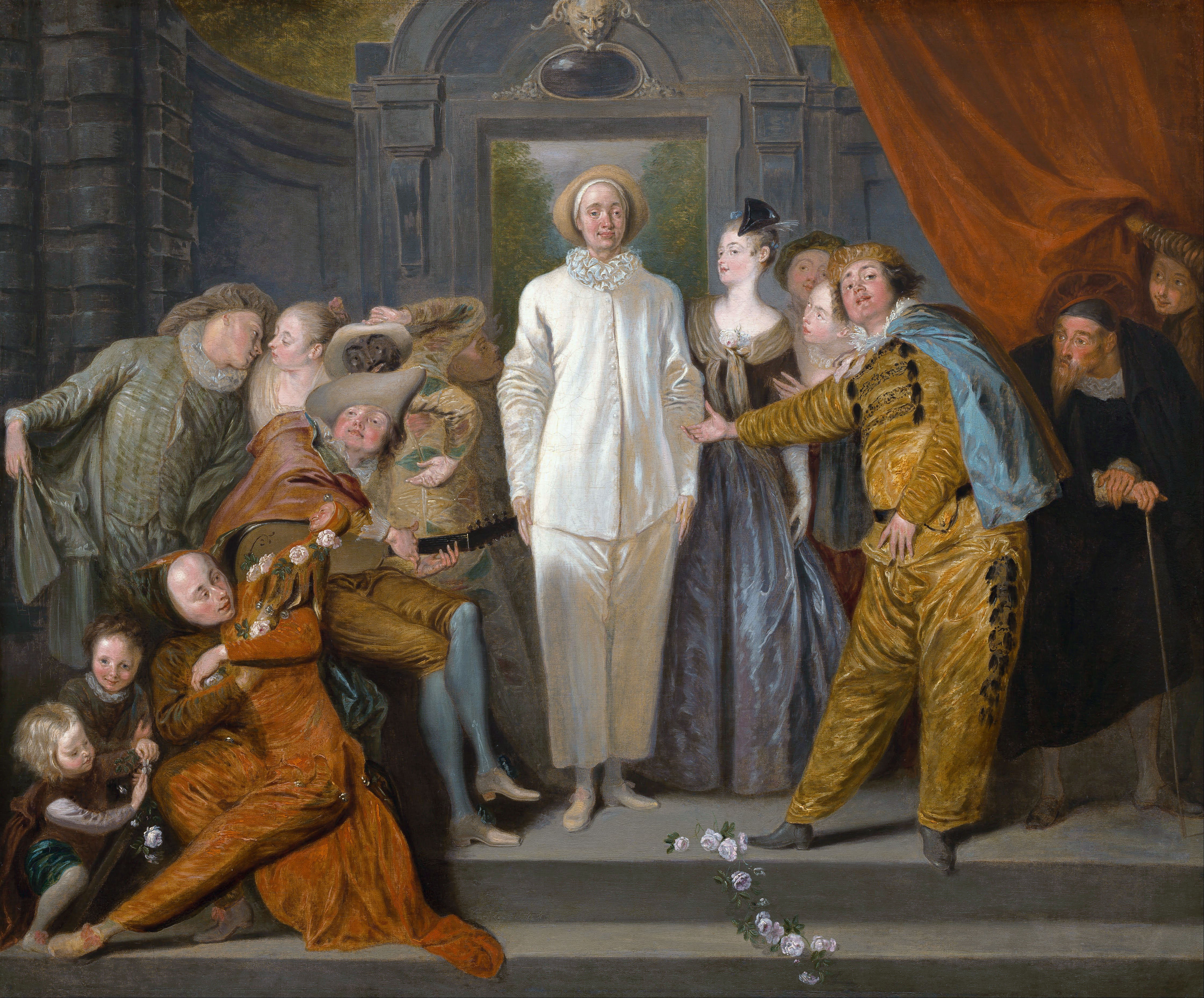
Les Comédiens italiens, vers 1720, National Gallery of Art, Washington DC
Les Comédiens italiens, vers 1720, Getty Center, Los Angeles

## Postérité
Le mélodrame Pierrot lunaire d'Arnold Schönberg s'inspire du tableau.